# Alfred
Alfred – imię męskie pochodzenia germańskiego. Wywodzi się od słów oznaczających „mądry jak Elf”.
Forma żeńska: Alfreda.
Alfred imieniny obchodzi: 4 lipca, 19 lipca, 4 sierpnia, 14 sierpnia i 14 grudnia.
Odpowiedniki w innych językach: 
- esperanto: Alfredo[3]

## Osoby noszące imię Alfred
- Alfred Wielki (849–899) – król Anglii
- Alfred Alessandrescu (1893–1959) – kompozytor rumuński
- Alfred Adler (1870–1937) – austriacki psychiatra i psycholog
- Alfred Anderson (1896–2005) – szkocki weteran wojenny
- Alfred Austin (1835–1913) – poeta angielski
- Alfred Jules Ayer (1910–1989) – filozof brytyjski
- Alfred Bäumler (1887–1968) – niemiecki filozof, ideolog nazizmu
- Alfred Bester (1913–1987) – pisarz amerykański
- Alfredo Binda (1902–1986) – kolarz włoski
- Alfred Brehm (1829–1884) – zoolog niemiecki
- Alfred Budner (ur. 1950) – polski rolnik i polityk
- Alfredo Capelli (1855–1910) – matematyk włoski
- Alfred Clebsch (1832–1872) – matematyk niemiecki
- Alfredo Cristiani (ur. 1947) – prezydent Salwadoru
- Alfred Deakin (1856–1919) – polityk australijski
- Alfred Denizot (1873–1937) – polski fizyk
- Alfred Dreyfus (1859–1935) – francuski wojskowy
- Alfred Einstein (1880–1952) – muzykolog niemiecki
- Alfred Eisenstaedt (1898–1995) – amerykański fotograf pochodzenia niemieckiego
- Alfred Figaszewski (1924-2020) – polski duchowny luterański
- Alfred Hermann Fried (1864–1921) – austriacki dziennikarz, noblista w dziedzinie pokoju
- Alfred Friendly (1911–1983) – amerykański dziennikarz, oficer wywiadu
- Alfred Gilman (ur. 1941) – amerykański fizjolog, noblista z medycyny
- Alfred Grenander (1863–1931) – architekt szwedzki
- Alfred Day Hershey (1908–1997) – amerykański mikrobiolog, noblista z medycyny
- Alfred Hawthorn Hill – brytyjski komik
- Alfred Hitchcock (1899–1980) – brytyjski reżyser i producent filmowy
- Alfred Jagucki (1914-2004) – duchowny ewangelicko-augsburski
- Alfred Jahn (1915–1999) – polski geograf
- Alfred Jarry (1873–1907) – francuski dramaturg, poeta i pisarz
- Alfred Jodl (1890–1946) – niemiecki dowódca, skazany w procesie norymberskim
- Alfred Ernst Johann (1901–1996) – niemiecki pisarz i dziennikarz
- Alfred Jurzykowski (1899–1966) – polski handlowiec, przemysłowiec i działacz społeczny
- Alfred Kamienobrodzki (1844–1922) – polski budowniczy, architekt, malarz akwarelista
- Alfred Kastler (1902–1984) – francuski fizyk, noblista
- Alfred Kinsey (1894–1956) – seksuolog amerykański
- Alfred Wierusz-Kowalski (1849–1915) – polski malarz
- Alfred Kroeber (1876–1960) – amerykański antropolog kulturowy
- Alfred Marshall (1842–1924) – ekonomista brytyjski
- Alfred Maseng (zm. 2004) – prezydent Vanuatu
- Alfred Meyer (1894–1945) – niemiecki zbrodniarz hitlerowski
- Alfred Miodowicz (ur. 1929) – polski działacz związkowy, polityk PRL
- Alfred Moisiu (ur. 1929) – polityk albański
- Joseph-Alfred Mousseau (1837-1886) – kanadyjski polityk, prawnik i publicysta
- Alfred de Musset (1810-1857) – francuski poeta i pisarz
- Alfred Newman (1901–1970) – amerykański kompozytor filmowy
- Alfred Nobel (1833-1896) – szwedzki chemik i wynalazca
- Alfredo Ottaviani (1890–1979) – włoski duchowny katolicki, kardynał
- Alfredo Pacini (1888–1967) – włoski duchowny katolicki, kardynał
- Alfredo Palacio (ur. 1939) – polityk ekwadorski
- Alfred Pérot (1863–1925) – fizyk francuski
- Alfred Radcliffe-Brown (1881–1955) – brytyjski antropolog kultury
- Alfred Rosenberg (1893–1946) – niemiecki teoretyk rasizmu, działacz NSDAP
- Alfred Schütz (1899–1959) – filozof i socjolog austriacki
- Alfred Schütz (1910–1999) – polski kompozytor i pianista
- Alfred Scott (1840-1872) – polityk kanadyjski
- Alfred Smoczyk (1928–1950) – polski żużlowiec
- Alfred Sokołowski (1849–1924) – polski lekarz
- Alfredo Di Stéfano (ur. 1926) – piłkarz hiszpański i argentyński, trener
- Alfredo Stroessner (ur. 1912) – paragwajski polityk i wojskowy
- Alfred Szczepański (1840–1909) –publicysta i prozaik posługujący się pseudonimem „Alf”
- Alfred Szklarski (1912–1992) – polski pisarz
- Alfred Tarnowski (ur. 1917) – polski szachista
- Alfred Tarski (1901–1983) – polski matematyk
- Alfred Tennyson (1809-1892) – poeta angielski
- Alfred von Tirpitz (1849–1930) – admirał niemiecki
- Alfred Trzebinski (1903–1946) – niemiecki zbrodniarz hitlerowski, lekarz obozowy
- Alfred Twardecki (ur. 1962) – polski historyk starożytności
- Alfred Urbański (1899–1983) – polski polityk emigracyjny
- Alfred Elton van Vogt (1912-2000) – kanadyjski pisarz science-fiction
- Alfred Russel Wallace (1823–1913) – biolog brytyjski
- Alfred Weber (1868–1958) – socjolog niemiecki
- Alfred Wegener (1880–1930), niemiecki meteorolog i geolog
- Alfred Werner (1866–1919) – chemik szwajcarski, noblista
- Alfred North Whitehead (1861–1947) – angielski matematyk i filozof
- Alfred Zachariewicz (1871–1937) – polski architekt